# Myndus bifurcata
Myndus bifurcata är en insektsart som beskrevs av Metcalf 1946. Myndus bifurcata ingår i släktet Myndus och familjen kilstritar. Inga underarter finns listade i Catalogue of Life.